# Il secondo sesso
Il secondo sesso (Le Deuxième Sexe) è un saggio della scrittrice e filosofa francese Simone de Beauvoir pubblicato a Parigi nel 1949 (Gallimard editore) e in Italia, dalla casa editrice il Saggiatore, nel 1961. È una delle opere più celebri e più importanti per il movimento femminista, tuttora riferimento imprescindibile per gli studi sulla questione femminile.

## Contenuti
Il libro, che si apre con un capitolo di introduzione e uno di conclusione, è diviso in due parti: i fatti e miti e l'esperienza vissuta. Questi si dividono a loro volta in Destino, Storia e Miti (primo libro) e Formazione, Situazione e Giustificazioni (secondo libro).
La donna viene vista dall'autrice attraverso i dati della biologia, il punto di vista psicanalitico e quello del materialismo storico. Dapprima ella è analizzata dall'esterno e in particolare dall'uomo e ne viene messa in rilievo la condizione subordinata che le è stata attribuita e in seguito viene studiata in ogni fase della sua vita, dall'infanzia all'iniziazione sessuale, dalla maturità alla vecchiaia. Ne vengono descritti i comportamenti e le varie situazioni, come sposa, madre, prostituta, lesbica, narcisista, innamorata, mistica.
Simone de Beauvoir parla di tutte le circostanze che portano a credere all'inferiorità delle donne e degli effetti che questo ha sulla loro scelta di sposarsi e di abbandonare la propria carriera. Inoltre spiega che, in un mondo in cui i due sessi fossero uguali, entrambi sarebbero più liberi: infatti se l'uomo desse alla donna la possibilità di avere una carriera significativa, lei si focalizzerebbe meno su di lui e potrebbe essere più indipendente.
L'autrice interroga poi gli studiosi più credibili senza distinzione di sesso, dai medici agli psicologi, dai romanzieri agli scrittori e al tempo stesso invita le donne a raccontare le loro esperienze sia d'amore sia di altro.  De Beauvoir sostiene che è necessario che la donna venga integrata nella società con gli stessi diritti e doveri dell'uomo e pertanto con tutte le conquiste che ne derivano, dalla uguaglianza del salario, alla possibilità del controllo delle nascite, all'aborto in termini legali e a tutti quei riconoscimenti civili, politici e giuridici che possiedono gli uomini.

## Successo e critica
Definito "testo sacro del femminismo" fu messo all’indice nel 1956 con un editto Vaticano. Il saggio, che è impostato con il linguaggio e la tecnica della filosofia esistenzialista, suscitò molto interesse in Francia come in Italia per il rigore con il quale l'autrice riuscì a costruire il discorso sul suo stesso sesso.
Per quanto riguarda l'accoglienza della critica verso quest'opera, si può fare riferimento a Il Secondo Sesso di Simone de Beauvoir, testi raccolti e presentati da Ingrid Galster (Presses de l'Université Paris-Sorbonne, 2004), dove sono presentati, fra l'altro, gli articoli contrapposti di Armand Hoog (contro) e Francine Bloch (pro) apparsi su La Nef.

## Edizioni
- Simone de Beauvoir, Il secondo sesso, traduzione di Roberto Cantini e Mario Andreose, 1ª edizione, Milano, Il Saggiatore, 1961.